# Educación en Delhi
La educación en Delhi se basa en un modelo de tres niveles que incluye escuelas primarias, seguidas por escuelas secundarias y educación terciaria en universidades u otros institutos del mismo nivel. El Departamento de Educación del Gobierno de Delhi es un organismo de primer nivel que estudia los asuntos educativos. El derecho a la educación (RTE, en sus siglas en inglés) determina que los niños de entre 6 y 14 años han de estar obligatoriamente escolarizados.El 25% de las escuelas también están reservadas para niños de clases desfavorecidas. La educación terciaria es administrada por la Dirección de Educación Superior. 
Delhi cuenta con las principales instituciones de la India como el Instituto Indio de Tecnología, el Instituto Nacional de Tecnología de Delhi, la Escuela de Planificación y Arquitectura de Delhi, el Instituto de Tecnología Netaji Subhas, la Universidad Tecnológica de Delhi y el Instituto de la India de Ciencias Médicas, la Universidad de Delhi, la Universidad Jawaharlal Nehru, la Universidad Nacional de Derecho, AJK, el Centro de Investigación de Comunicación de Masas de la Universidad Jamia Millia Islamia, el Instituto de Estadística de la India y el Instituto Indio de Comunicación de Masas. 
Según el censo de 2011, Delhi tiene una tasa de alfabetización del 86,3 % de media (91,0 % en el caso de los hombres y 80,9 % entre las mujeres).   

## Historia
En 1860-61, el sistema educativo de las Provincias del Noroeste fue abolido en Delhi, y se introdujo el sistema educativo de Punjab con la apertura de escuelas en Narela, Najafgarh, Mehrauli y sus suburbios.   

## Educación superior
Hay aproximadamente 500 000 estudiantes universitarios en Delhi NCR que asisten a más de 165 universidades y facultades.     

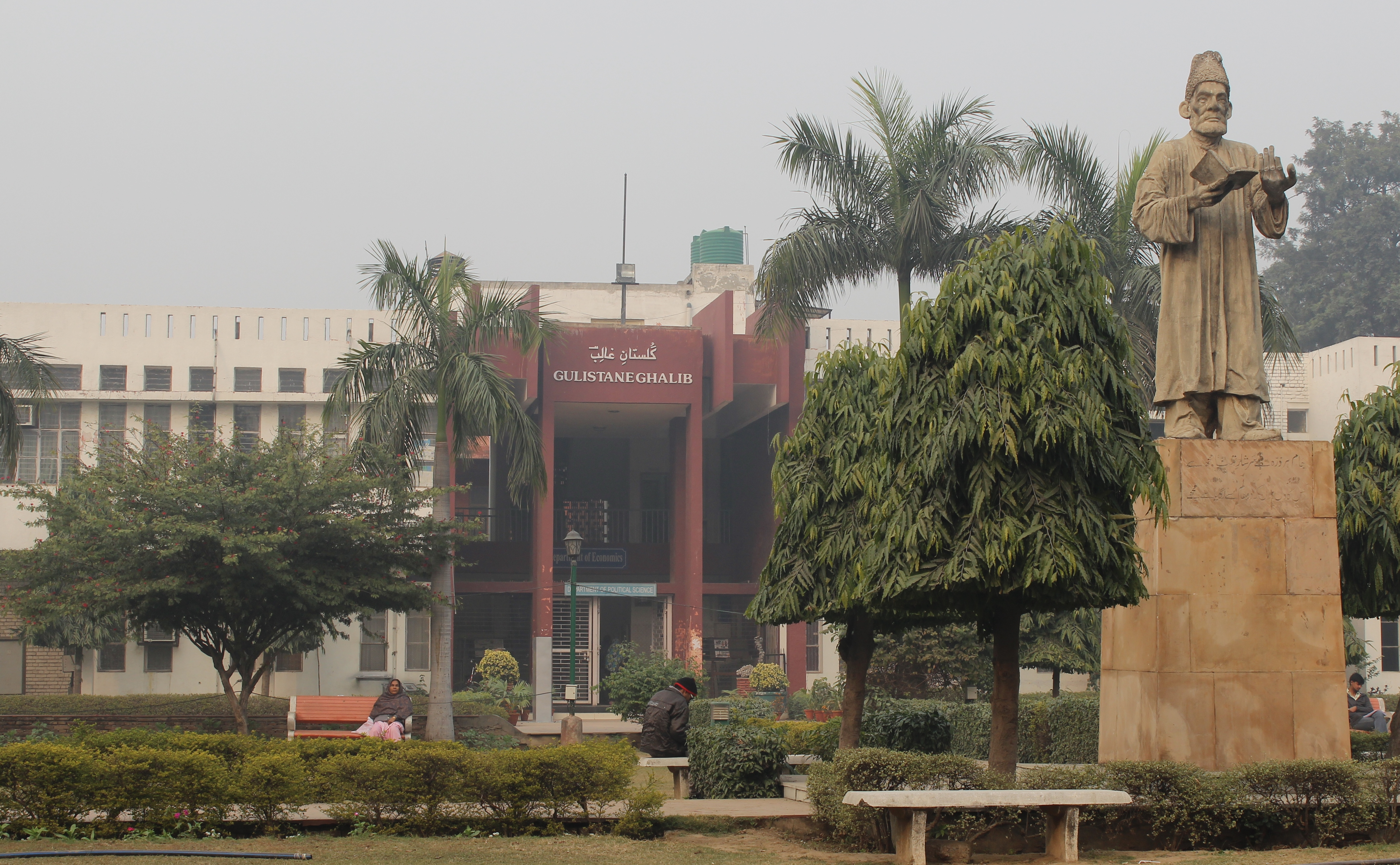
Jamia Millia Islamia, Universidad Central de Delhi

Delhi tiene doce universidades principales   
- Universidad de Delhi: universidad Central
- Instituto indio de Comercio Extranjero: Uno de las escuelas Empresariales principales de India está establecida por el Ministerio de Comercio e Industria (India).
- Instituto indio de Delhi de Tecnología
- Jamia Millia Islamia: Universidad central
- Delhi Universidad Tecnológica: universidad Estatal
- Indira Gandhi Delhi Universidad Técnica para Mujeres: universidad Estatal
- Jawaharlal Nehru: universidad Central
- Ambedkar Delhi: universidad Estatal
- Gurú Gobind Singh Indraprastha: universidad Estatal
- Universidad de Ley nacional: universidad de ley Estatal
- Indira Gandhi Universidad Abierta Nacional: universidad nacional más grande del mundo.[2]
- Jamia Hamdard: Universidad considerada
- Instituto estadístico indio: universidad considerada

### Educación técnica

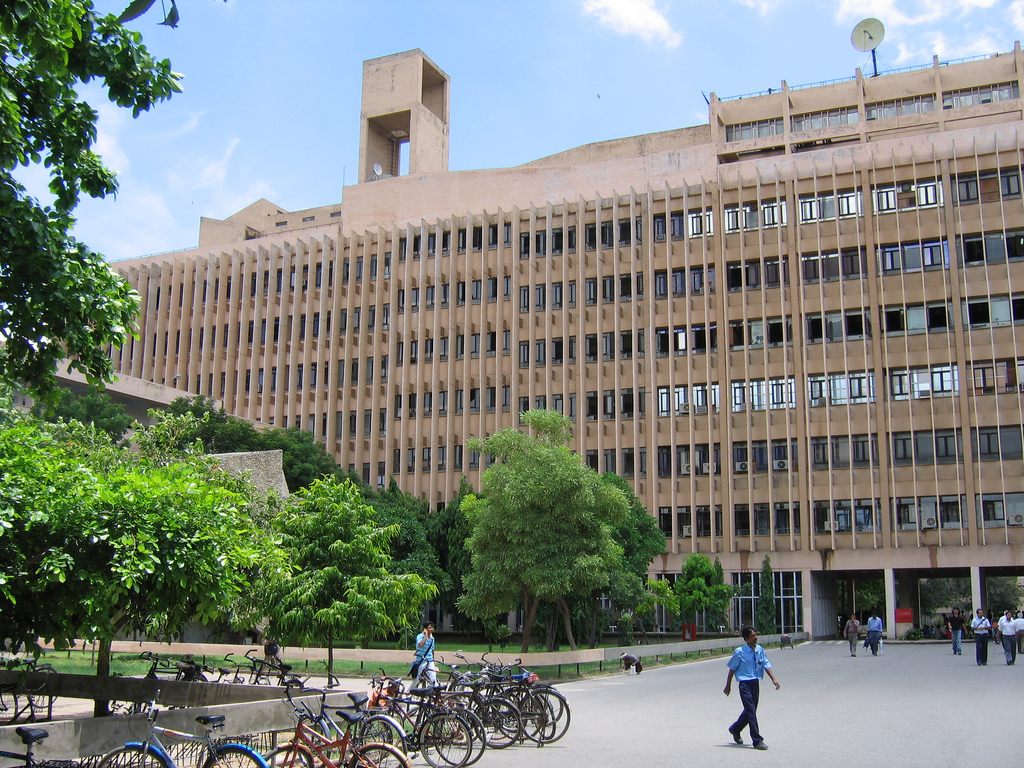
El Instituto de Tecnología de la India, en Delhi, fue clasificado como el cuarto mejor instituto de Asia en ciencia y tecnología en 1999.

Delhi se jacta de contar con algunos de los mejores institutos de ingeniería de la India: el IIT Delhi, el NIT Delhi, el Indraprastha Institute of Information Technology, el NSIT, la Delhi Technological University (anteriormente DCE) y Jamia. Delhi también cuenta con varias instituciones de ingeniería privadas y gubernamentales como Ambedkar Institute of Advanced Communication Technologies and Research y GB Pant Engineering College, Nueva Delhi, que generalmente están afiliadas a la Universidad Guru Gobind Singh Indraprastha y una Facultad de Ingeniería dependiente de la Universidad Jamia Millia Islamia (una universidad central).

#### Centros e institutos de entrenamiento industrial
El instituto de capacitación industrial (ITI) y los centros de capacitación industrial, constituidos por el Ministerio de Trabajo y Empleo, otorgan diplomas en los campos técnicos. Hay varios ITI en Delhi NCR. Normalmente, una persona que ha superado los 10 estándares (SSLC) es elegible para la admisión a un ITI. El objetivo de la apertura de ITI es proporcionar "mano de obra técnica a las industrias". 

### Educación arquitectónica y de planificación
- Escuela de Planificación y Arquitectura, Delhi
- Facultad de Arquitectura y Ekistics, Jamia Millia Islamia

### Educación médica

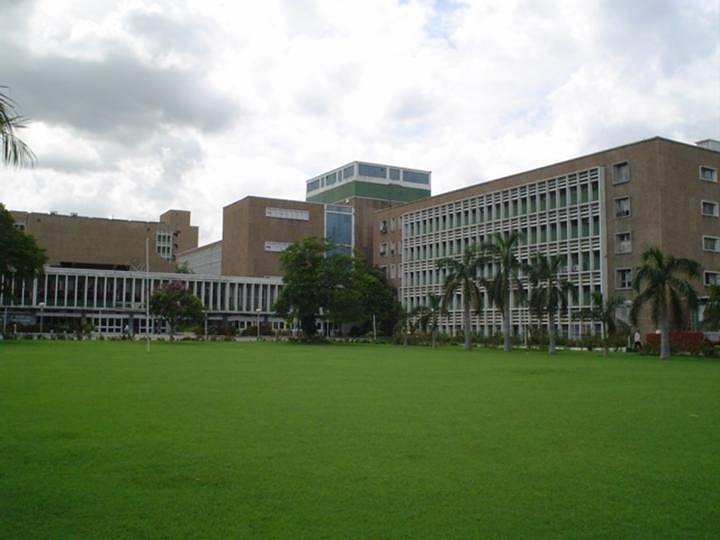
El Instituto de Ciencias Médicas de la India se clasifica constantemente como la mejor facultad de medicina de toda la India

Todo el Instituto de Ciencias Médicas de la India se clasifica consistentemente como el mejor colegio médico de la India
Todo el Instituto de Ciencias Médicas de la India (AIIMS) está considerado uno de los mejores centros de investigación y tratamiento médicos en la India. Delhi tiene ocho institutos médicos, de los cuales seis ofrecen educación de pregrado y posgrado en medicina, mientras que otros dos se basan en investigaciones. Estos institutos médicos están afiliados a la Universidad de Delhi o GGSIPU, solo AIIMS tiene una base central. Facultad de Odontología (Universidad Jamia Millia Islamia) y Maulana Azad Dental College (Universidad de Delhi) son algunas de las escuelas de odontología.

## Educación primaria y secundaria
Las escuelas en Delhi son administradas por el gobierno o el sector privado. Están afiliados a una de las tres juntas educativas: el Consejo para los Exámenes de Certificado Escolar Indio (CISCE), la Junta Central de Educación Secundaria (CBSE) y el Instituto Nacional de Educación Abierta (NIOS). Según la encuesta realizada en 2001, Delhi tenía unas 2416 escuelas primarias, 715 escuelas medias y 1576 escuelas secundarias. 
En 2004-05, aproximadamente 1,5 millones de estudiantes se matricularon en escuelas primarias, 822 000 en escuelas intermedias y 669 000 en escuelas secundarias en toda Delhi. Las estudiantes representaban el 49% de la matrícula total. El mismo año, el gobierno de Delhi gastó entre el 1,58% y el 1,95% de su producto interno bruto estatal en educación. Los estudiantes pueden optar por dos idiomas obligatorios y un tercer idioma opcional de la lista de idiomas programados o idiomas extranjeros.

## Bibliotecas
Hay varias bibliotecas en Delhi, que son mantenidas por los organismos gubernamentales u organizaciones privadas. Algunas de las principales bibliotecas en la región de Delhi son: 
- Biblioteca de Centro americano
- Biblioteca de Consejo británico
- Delhi Biblioteca Pública
- Delhi Biblioteca Universitaria
- Ramakrishna Biblioteca de misión
- IARI Biblioteca (Pusa)
- Consejo indio de Búsqueda Histórica
- Consejo indio de Búsqueda de Ciencia Social
- Maharaja Fatehsinhrao Gaekwad Biblioteca y Centro de Documentación
- Max Mueller Bhavan
- Archivos nacionales de India
- Biblioteca de Ciencia nacional
- Centro ruso
- Shastri Indo-Instituto canadiense
- Zakir Hussain Biblioteca central, Jamia Millia Islamia Universidad